# هنيفان
هنيفان (Гнівань) هي مدينة في منطقة تيفريف في محافظة فينيتسا في أوكرانيا.